# Ulayundluğ

Das Zeichen der Ulayundluğ

Die Ulayundluğ waren ein oghusischer Stamm.
Mahmud al-Kāschgharī erwähnte sie unter dem Namen Ulayuntluğ als einen der 24 oghusischen Stämme. Als Totemtier hatten sie einen Rotfußfalken. Ihr Stammesname bedeutet im Alttürkischen der, mit einem bunten Pferd.
Laut Wei & Li, Ulayuntluğ oder Alajuntlug sei der Stammesname der Xiongnu-Herrscher (wie Touman und Maodun). Sie rekonstruieren den Namen Luándī als hala- "bunt", -yunt- "Pferd" und -luk oder -lug derivatives Suffix, das Zugehörigkeit, Kollektivität oder Besitzanzeige markiert (z. B. Ak-Koyunlu[g] "der, mit dem weißen Schaf"). Im westtürkischen Kulturraum werden Alat < ala-at "buntes Pferd" und Ulayuntluğ identisch gehalten. Wahrscheinlich ist Khaladsch eine dialektische Variation von Alat, mit einer typisch Khaladschischen H-prothese.